# Channallabes
A Channallabes a sugarasúszójú halak (Actinopterygii) osztályának a harcsaalakúak (Siluriformes) rendjébe, ezen belül a zacskósharcsafélék (Clariidae) családjába tartozó nem.

## Rendszerezés
A nembe az alábbi fajok tartoznak:
- Channallabes alvarezi
- angolnafarkú harcsa (Channallabes apus) (Günther, 1873)
- Channallabes longicaudatus
- Channallabes ogooensis
- Channallabes sanghaensis
- Channallabes teugelsi